# Bad Blood (2004)
Bad Blood (2004) foi o terceiro evento pay-per-view (PPV) de luta profissional Bad Blood produzido pela World Wrestling Entertainment (WWE). Foi realizado exclusivamente para lutadores da divisão da marca Raw. O evento aconteceu em 13 de junho de 2004, na Nationwide Arena em Columbus, Ohio. Bad Blood foi duplamente substituído por One Night Stand e Vengeance em 2005, retornando em 2024.
O evento principal foi uma luta Hell in a Cell, na qual Triple H derrotou Shawn Michaels em um ringue cercado por uma estrutura de aço. Duas lutas foram destaque na eliminatória. Nas respectivas lutas, o Campeão Mundial dos Pesos Pesados Chris Benoit derrotou Kane para manter seu título e o Campeão Intercontinental da WWE Randy Orton derrotou Shelton Benjamin para manter seu título.[carece de fontes?]
O evento marcou a terceira vez que o formato Hell in a Cell foi usado pela WWE em um evento Bad Blood; o primeiro foi no Badd Blood: In Your House em 1997 e o segundo foi no evento do ano anterior. Bad Blood arrecadou mais de US$ 494.000 em vendas de ingressos com um público de 9.000 pessoas e recebeu 264.000 compras de pay-per-view, e foi fundamental para ajudar a WWE a aumentar sua receita de pay-per-view em US$ 4,7 milhões em comparação com o ano anterior. Quando o evento foi lançado em DVD, alcançou a posição número 3 na parada de vendas de DVD da Billboard.[carece de fontes?]

## Produção

### Introdução

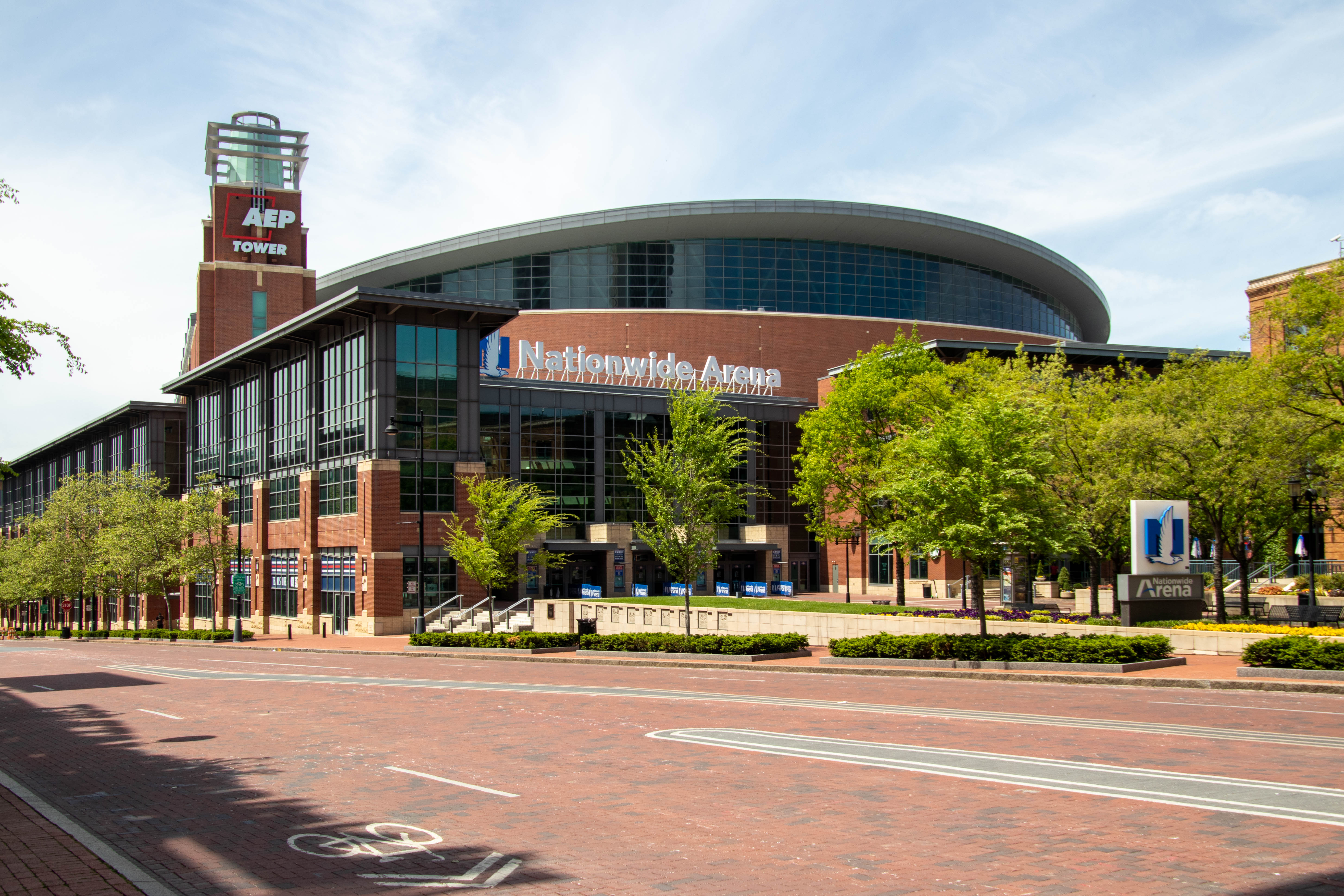
O evento foi realizado na Nationwide Arena em Columbus, Ohio.

Bad Blood foi realizado pela primeira vez como o 18º pay-per-view (PPV) In Your House em outubro de 1997; In Your House foi uma série de programas mensais PPV produzidos pela primeira vez pela então World Wrestling Federation (WWF, agora WWE) em maio de 1995. A marca In Your House foi aposentada após o evento St. Valentine's Day Massacre: In Your House à medida que a empresa passou a instalar nomes permanentes para cada um de seus PPVs mensais. Depois de seis anos e após a promoção ter sido renomeada para World Wrestling Entertainment (WWE) no início de 2002, A WWE anunciou o retorno do Bad Blood como seu próprio evento PPV a ser realizado em junho de 2003 e foi exclusivo para lutadores da marca Raw, uma subdivisão do enredo chamada extensão da marca na qual a promoção dividiu seu elenco em dois separados marcas, Raw e SmackDown!, onde os lutadores eram designados exclusivamente para atuar. O evento de 2004, que foi o terceiro Bad Blood e também exclusivo do Raw, aconteceu em 13 de junho na Nationwide Arena em Columbus, Ohio.

### Rivalidades
Sete lutas foram agendadas antecipadamente no cartão de lutas do evento, que foram planejadas com resultados pré-determinados pelos roteiristas da WWE. A preparação para essas partidas e os cenários que aconteceram antes, durante e depois do evento também foram planejados pelos roteiristas. O evento contou com lutadores e outros talentos da marca Raw – uma expansão do enredo em que a WWE designou seus funcionários. Os lutadores retratavam um vilão ou favorito dos fãs, enquanto seguiam uma série de eventos que geralmente aumentavam a tensão, culminando em uma luta de luta livre.

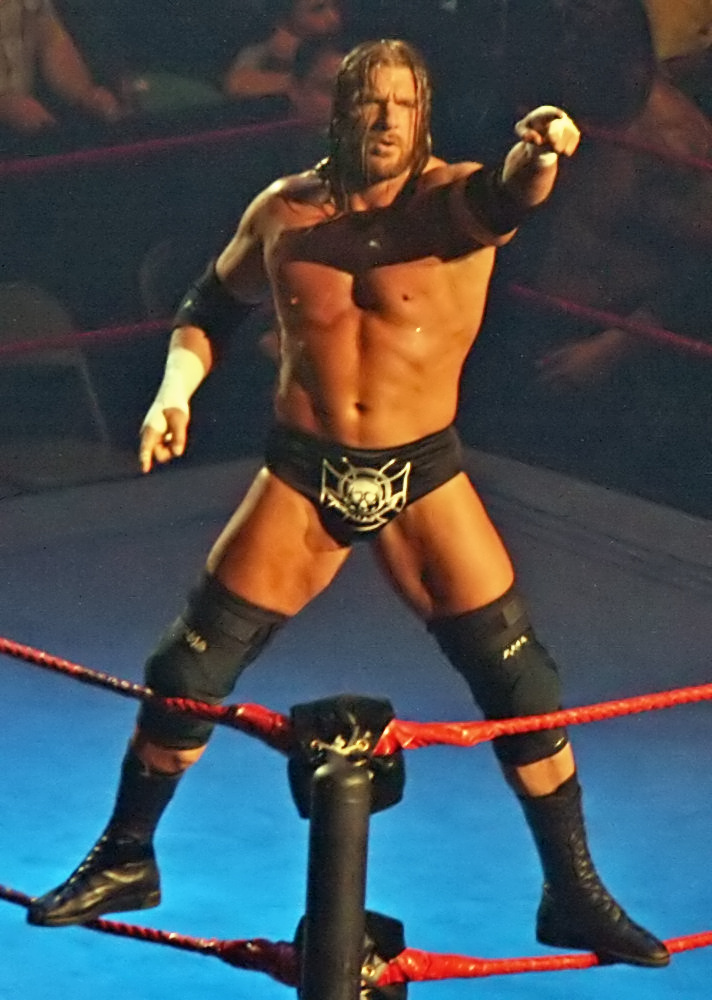
Triple H enfrentou Shawn Michaels dentro do Hell in a Cell.

O evento principal escrito em Bad Blood foi travado em uma luta Hell in a Cell entre Triple H e Shawn Michaels. A preparação para a luta começou após o pay-per-view Backlash, onde o evento principal foi uma revanche do evento principal da WrestleMania XX, onde Michaels e Triple H enfrentaram Chris Benoit em uma luta de trios pelo Campeonato Mundial dos Pesos Pesados, que viu Benoit reter forçando Michaels a desistir. No episódio de 3 de maio do Raw, o então gerente geral do Raw, Eric Bischoff, reservou uma luta entre Benoit e Michaels pelo Campeonato Mundial dos Pesos Pesados. O embate viu Benoit reter o título com sucesso após interferência de Triple H. No episódio do Raw de 10 de maio, uma luta de simples entre Triple H e Shelton Benjamin resultou em no contest depois que Michaels atacou Triple H; isso resultou na suspensão, em kayfabe, de Michaels da WWE por Bischoff. No episódio de 17 de maio do Raw, um battle royal foi disputado, com o vencedor enfrentando Benoit pelo Campeonato Mundial de Pesos Pesados no Bad Blood. Durante o battle royal, Michaels interferiu e eliminou Triple H. No episódio do Raw de 24 de maio, Bischoff agendou uma luta Hell in a Cell entre Michaels e Triple H no Bad Blood.

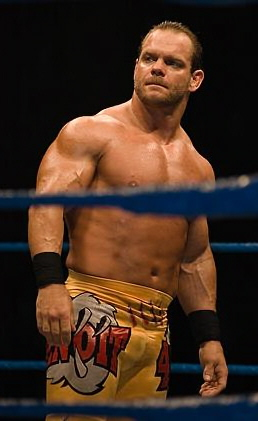
Chris Benoit, entrando em Bad Blood como Campeão Mundial dos Pesos Pesados

Uma das lutas em destaque foi disputada pelo Campeonato Mundial de Pesos Pesados, colocando Chris Benoit contra Kane, que venceu o battle royal no episódio do Raw de 17 de maio. No episódio do Raw de 24 de maio, Kane fez uma promo, na qual revelou que invejava Benoit por ter o Campeonato Mundial de Pesos Pesados e concluiu que ele iria ganhar o campeonato. No episódio do Raw de 31 de maio, Kane estava escalado para uma luta contra Eugene. A luta terminou em desclassificação, após Kane acertar Eugene com uma cadeira dobrável. Após o término da luta, Kane deu um chokeslam em Eugene e começou a agredi-lo. Benoit, no entanto, desceu ao ringue para ajudar Eugene. No episódio de 7 de junho do Raw, Benoit e Edge enfrentaram La Résistance (Sylvain Grenier e Robért Conway) e Kane em uma luta de duplas handicap. A partida viu Kane realizar um chokeslam e derrotar Benoit.
A outra partida preliminar em destaque foi Randy Orton contra Shelton Benjamin em uma partida de simples pelo Campeonato Intercontinental de Orton. No episódio do Raw de 17 de maio, Randy Orton estava fazendo um discurso. Shelton Benjamin interrompeu o discurso de Orton e desafiou Orton para uma luta pelo Campeonato Intercontinental. O desafio, no entanto, foi negado por Orton, o que levou Benjamin a ataca-lo. No episódio do Raw de 24 de maio, uma briga total ocorreu entre Orton e Chris Jericho. A briga trouxe outro membro do Evolution, Batista, para ajudar Orton. Benjamin também foi até o ringue e igualou os lados do embate. Como resultado da briga, Bischoff anunciou uma luta de duplas, na qual Benjamin e Jericho derrotaram Orton e Batista. No episódio do Raw de 31 de maio, foi anunciado que Orton defenderia o Campeonato Intercontinental contra Benjamin no Bad Blood.

## Evento
| Papel:                    | Nome:             |
| ------------------------- | ----------------- |
| Comentaristas em inglês   | Jim Ross          |
| Comentaristas em inglês   | Jerry Lawler      |
| Comentaristas em espanhol | Carlos Cabrera    |
| Comentaristas em espanhol | Hugo Savinovich   |
| Entrevistadores           | Jonathan Coachman |
| Entrevistadores           | Todd Grisham      |
| Anunciadora de ringue     | Lilian Garcia     |
| Árbitros                  | Mike Chioda       |
| Árbitros                  | Chad Patton       |
| Árbitros                  | Jack Doan         |
| Árbitros                  | Earl Hebner       |

Antes do evento ir ao vivo em pay-per-view, Batista derrotou Maven em uma luta gravada para o Heat, um dos programas secundários de televisão da WWE.

### Luta preliminares

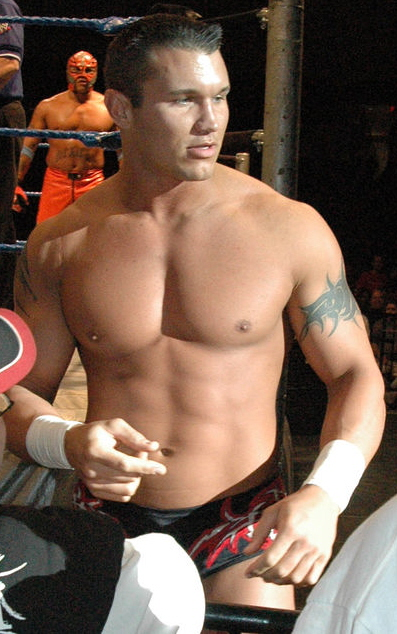
Randy Orton defendeu o Campeonato Intercontinental.

Depois do Heat, o pay-per-view começou com uma luta de duplas pelo Campeonato Mundial de Duplas, onde La Résistance (Sylvain Grenier e Robért Conway) defenderam os títulos contra Chris Benoit e Edge. La Résistance ganhou vantagem inicial quando Conway agarrou Edge e o jogou de costa contra a parede de segurança. Em certo momento, Benoit aplicou uma finalização cruzada em Grenier. A pirotecnia de Kane disparou e mesmo seguiu para o ringue.  Kane entrou no ringue e deu um Big Boot em Benoit, levando o árbitro a encerrar a luta com uma desqualificação, assim La Résistance mantiveram os títulos mundiais de duplas.
A segunda luta foi Tyson Tomko, acompanhado por Trish Stratus, contra Chris Jericho. Nos estágios iniciais, os dois competidores lutaram de forma inconclusiva, revertendo os ataques um do outro, antes de Tyson apoiar Jericho no canto do ringue e acertá-lo inúmeras vezes com os cotovelos. Depois, Jericho tentou realizar o Lionsault, mas Tomko saiu do caminho. A luta terminou com Jericho dando um enzuigiri em Tomko para a vitória.

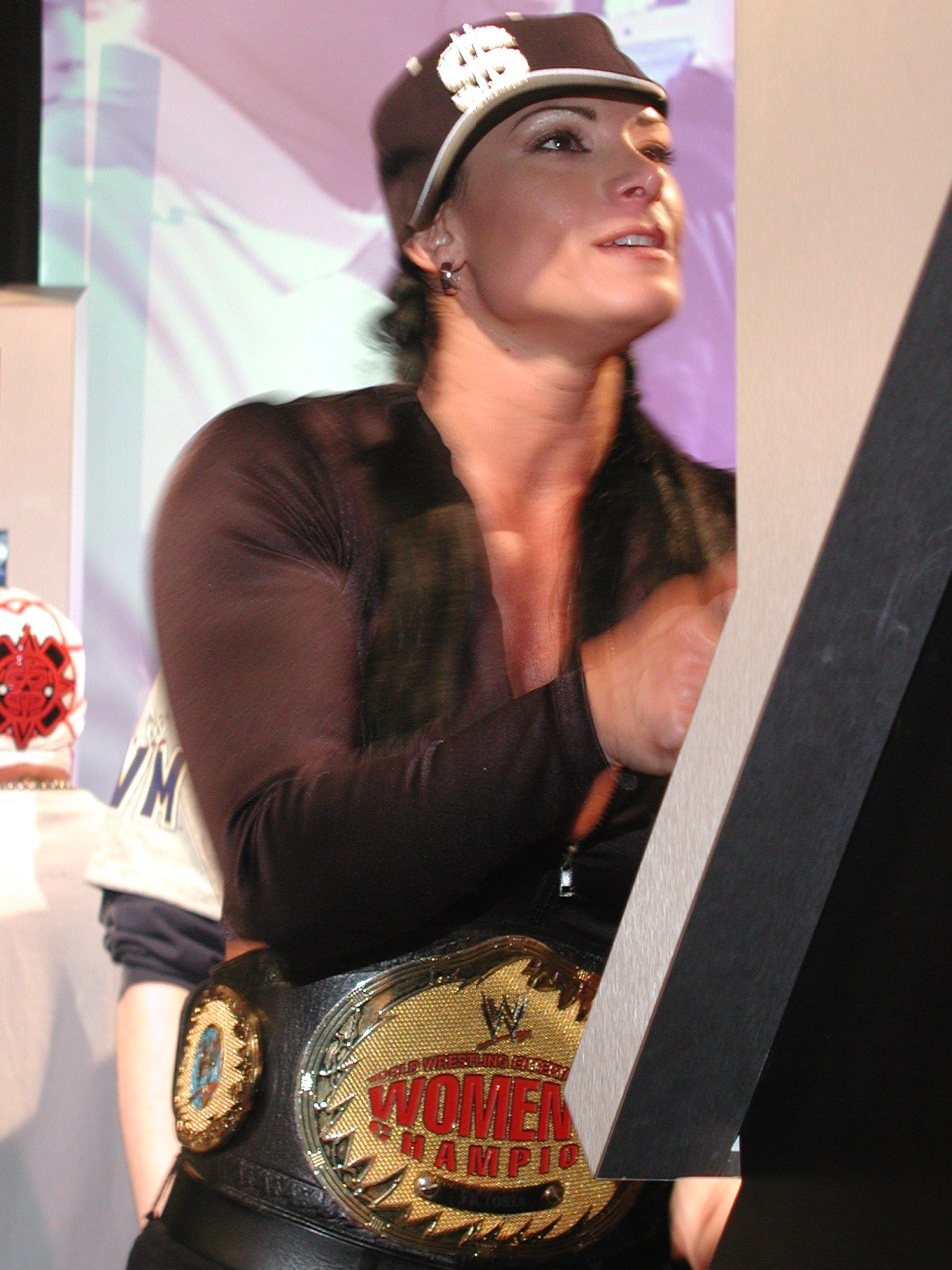
Victoria como Campeã Feminina da WWE.

A luta que se seguiu foi uma Luta Fatal 4-Way pelo Campeonato Feminino da WWE, com Victoria defendendo o título contra Trish Stratus, Lita e Gail Kim. O início do embate viu Victoria e Lita se juntarem contra Stratus, porém, Stratus evitou o ataque, ao rolar para fora do ringue. Lita e Victoria se voltaram então para Kim, no entanto, Stratus puxou Lita para fora do ringue, depois Victoria deu um moonsault e pousou no torso de Kim. Lita então atingiu Kim com um DDT. Stratus então usou um roll up em Lita para obter uma vitória por pinfall, tornando-se campeã feminina pela quinta vez.
A quinta luta foi entre Eugene e Jonathan Coachman. O confronto começou com Eugene dando uma arm drag em Coachman e acertando diversas cabeçadas. Uma mulher desconhecida de biquíni saiu para o ringue com alguns biscoitos, Coachman ofereceu biscoitos para Eugene. A mulher atraiu Eugene para fora do ringue e Eugene foi até lá e pegou alguns biscoitos. Enquanto Eugene foi pegar mais biscoitos, Coachman bateu a cabeça de Eugene na bandeja de biscoitos. Um ponto na partida viu Garrison Cade se dirigiu ao ringue com um bicho de pelúcia, o que levou Cade a rasgar o referido animal de brinquedo. Cade tentou segurar Eugene para que Coachman pudesse levar vantagem, porém, Eugene conseguiu se esquivar do ataque levando Coachman a acertar Cade. Eugene acertou o Rock bottom e o People's Elbow, em seguida, derrotando Coachman com um pinfall.

### Lutas do evento principal

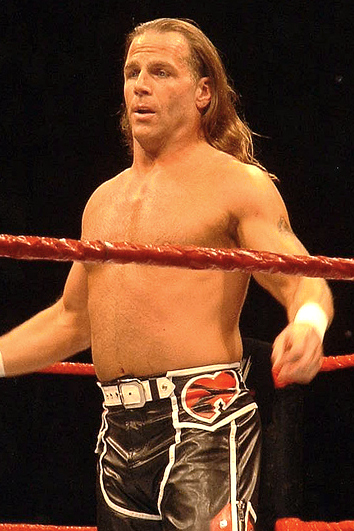
Shawn Michaels perdeu para Triple H em uma luta Hell in a Cell.

A disputa preliminar em destaque foi pelo Campeonato Mundial de Pesos Pesados, em que Chris Benoit defendeu o campeonato contra Kane. Benoit começou o duelo desferindo golpes em Kane. No meio da partida, Benoit atacou Kane, mas Kane desferiu um sidewalk slam e o jogou por cima da corda no chão da arena. Kane então saiu do ringue e agarrou Benoit para lançá-lo no poste do ringue, mas Benoit foi capaz de reverter o ataque de Kane e o jogou no poste do ringue. Depois de bloquear uma tentativa de Crippler Crossface, Kane deu um chokeslam em Benoit. A luta terminou quando Kane tentou um flying clothesline, mas Benoit rebateu com o Crossface Crippler, do qual Kane conseguiu se desvencilhar. Benoit derrotou Kane com um pinfall para reter o Campeonato Mundial de Pesos Pesados.
O evento principal foi a luta na Hell in a Cell entre Shawn Michaels e Triple H. A luta começou com Michaels entregando um Thesz Press e batendo Triple H na parede da cela, resultando em sangramento de Triple H. Triple H levou a vantagem, pois conseguiu contra-atacar um piledriver e realizar um back body drop em Michaels. Outro ataque viu Triple H acertar Michaels com os degraus de aço, o que resultou no sangramento de Michaels. Em um ponto da peleja, Michaels colocar Triple H em uma mesa, enquanto ele subia em uma escada que tirou de debaixo do ringue, pulou da escada e deu uma cotovelada em Triple H através da mesa. Triple H executou um Pedigree em Michaels para quase conseguir o pinfall. Michaels desferiu um Sweet Chin Music em Triple H para quase conseguir o pinfall. Triple H aplicou mais dois Pedigrees para conseguir a vitória sobre Michaels. Após a partida, Michaels foi aplaudido de pé pelo público.

## Recepção
A Nationwide Arena normalmente pode acomodar 19.500 pessoas, mas a capacidade foi reduzida para o evento. Este evento arrecadou mais de US$ 494.000 com uma participação aproximada de 9.000. Também recebeu 264.000 compras de pay-per-view. Bad Blood ajudou a WWE a ganhar US$ 21,6 milhões em receitas de eventos pay-per-view contra US$ 16,9 milhões no ano anterior, o que foi posteriormente confirmado por Linda McMahon, CEO da WWE, em 7 de setembro de 2005, em um resultado trimestral. A seção de luta livre profissional do Canadian Online Explorer avaliou o evento com cinco de 10 estrelas. A classificação foi superior à do evento Bad Blood em 2003, que avaliou quatro em 10 estrelas. A luta pelo Campeonato Mundial de Pesos Pesados entre Chris Benoit e Kane foi avaliada com oito de 10 estrelas. Além disso, a partida entre Eugene e Jonathan Coachman foi avaliada com zero de 10 estrelas. John Canton da TJR Wrestling deu à luta Hell in a Cell 4 estrelas de 5, nomeando-a a luta da noite, elogiando Shawn Michaels e Triple H por seu desempenho, mas afirmou que a luta foi muito longa. Ele deu ao evento inteiro uma pontuação de 6 em 10.
O evento foi lançado em DVD em 13 de julho de 2004. O DVD foi distribuído pela gravadora Sony Music Entertainment. O DVD alcançou o terceiro lugar na parada de vendas de DVD da Billboard para esportes recreativos durante a semana de 28 de agosto de 2004, embora tenha caído depois disso. Permaneceu na parada por duas semanas consecutivas, até a semana de 25 de setembro de 2004, quando ficou em 19º lugar.

## Após o evento
Seguindo Bad Blood, o comentarista do Raw Jim Ross tentou fazer as pazes entre Shawn Michaels e Triple H, fazendo-os apertar as mãos. Quando Michaels e Triple H estenderam as mãos para apertar, no entanto, Kane saiu e atacou Michaels, com Kane, no enredo, esmagando a garganta de Michaels com uma cadeira presa. Michaels foi então levado em uma ambulância para atendimento médico. A gravidez de Lita foi transformada em um enredo. No episódio do Raw de 21 de junho, parecia que o então namorado de Lita, Matt Hardy, iria propor casamento a Lita, tendo descoberto que ela estava grávida, mas ele foi interrompido por Kane, que alegou ser o pai do filho de Lita. Dois meses depois, foi revelado que Kane era, de fato, o pai. No SummerSlam, a rivalidade entre Kane e Hardy se intensificou, quando eles receberam cartão amarelo em uma partida "Till Death Do Us Part", com a estipulação de que Lita seria obrigada a se casar com Kane caso Hardy perdesse. Kane venceu a partida, fazendo com que ele e uma relutante Lita se casassem em um episódio do Raw. No episódio do Raw de 30 de agosto, Kane revelou que o presente de casamento de Eric Bischoff para eles era nomear qualquer luta que ele quisesse no evento anual de setembro, Unforgiven. Continuando com o ângulo do roteiro, Lita informou a Kane que seu oponente no evento era Shawn Michaels. No Unforgiven, Michaels derrotou Kane em uma luta sem desqualificação.
No episódio do Raw de 21 de junho, foi agendada uma luta de desafiante número um entre Eugene e Triple H, na qual o vencedor enfrentaria Chris Benoit pelo Campeonato Mundial de Pesos Pesados. A partida, porém, terminou em No Contest. No episódio do Raw de 28 de junho, ocorreu uma revanche pelo Campeonato Mundial de Pesos Pesados entre Benoit e Kane. Foi estipulado que Benoit deveria vencer a partida por finalização, enquanto Kane poderia vencer por pinfall, finalização, desqualificação ou contagem. Benoit venceu a partida, depois de fazer Kane se submeter a um crossface. No Vengeance, Benoit derrotou Triple H para reter o seu campeonato.
Um confronto acalorado entre Randy Orton e Edge foi visto, com Edge atavando Orton. Na semana seguinte, foi anunciado que Orton defenderia o Campeonato Intercontinental contra Edge no Vengeance. Semanas antes do evento, os dois homens assumiram a liderança um sobre o outro. No evento programado, Orton perdeu o Campeonato Intercontinental para Edge.
O Bad Blood de 2004 seria o evento final do Bad Blood, já que foi duplamente substituído por One Night Stand e Vengeance no ano seguinte. Após 13 anos, a WWE anunciou que Bad Blood seria revivido e realizado em 9 de julho de 2017; no entanto, esses planos foram descartados em favor de um evento intitulado Great Balls of Fire.

## Resultados
| Nº                                          | Resultados                                                                                             | Estipulações                                              | Tempo |
| ------------------------------------------- | --- | --------------------------------------------------------- | ----- |
| Heat                                        | Batista derrotou Maven                                                                                 | Luta individual                                           | 3:44  |
| 1                                           | Chris Benoit e Edge derrotaram La Résistance (Sylvain Grenier e Robért Conway) (c) por desqualificação | Luta de duplas pelo Campeonato Mundial de Duplas          | 10:17 |
| 2                                           | Chris Jericho derrotou Tyson Tomko (com Trish Stratus)                                                 | Luta individual                                           | 6:03  |
| 3                                           | Randy Orton (c) derrotou Shelton Benjamin                                                              | Luta individual pelo Campeonato Intercontinental da WWE   | 15:03 |
| 4                                           | Trish Stratus (com Tyson Tomko) derrotou Victoria (c), Lita e Gail Kim                                 | Luta Fatal 4-Way pelo Campeonato Feminino da WWE          | 4:43  |
| 5                                           | Eugene derrotou Jonathan Coachman                                                                      | Luta individual                                           | 7:38  |
| 6                                           | Chris Benoit (c) derrotou Kane                                                                         | Luta individual pelo Campeonato Mundial dos Pesos Pesados | 18:20 |
| 7                                           | Triple H derrotou Shawn Michaels                                                                       | Luta Hell in a Cell                                       | 47:26 |
| (c) – Refere-se aos campeões antes da luta. | |                                                           |       |